# 马桑生白粉菌
马桑生白粉菌（学名：Erysiphe coriariicola）是属于白粉菌目白粉菌科白粉菌属的一种真菌，寄生在马桑上。该种分布于中国。